# Межгалактическая пыль
Межгалактическая пыль (англ. Intergalactic dust) — космическая пыль в межгалактическом пространстве. Ранние свидетельства о существовании межгалактической пыли появились в 1949 году, и изучение происходило на всём протяжении конца XX века. Обнаружены много вариантов распределения межгалактической пыли. Пыль может вносить искажения в измерения расстояний на межгалактических масштабах, например, расстояний до таких объектов, как сверхновые и квазары в других галактиках.
Межгалактическая пыль может быть частью облаков межгалактической пыли. К 1980 году четыре межгалактических облака пыли были обнаружены в пределах нескольких мегапарсек (Мпк) от галактики Млечного пути, в качестве примера — облако Okroy.
В феврале 2014 НАСА объявило о значительно модернизированной базе данных для прослеживания полициклических ароматических углеводородов (PAHs) во вселенной. Согласно учёным, больше чем 20 % углерода во вселенной могут быть связаны с PAHs, возможными стартовыми материалами для формирования жизни. PAHs, кажется, были сформированы уже в двух миллиардах лет после большого взрыва, широко распространены всюду по вселенной и связаны с новыми звёздами и экзопланетами.
Межгалактическое пространство заполнено крайне разреженным ионизированным газом со средней концентрацией частиц вещества менее атома водорода на 1 дм³.